# سیارک ۷۰۹۳۶
سیارک ۷۰۹۳۶ (به انگلیسی: 70936 Kamen، نامگذاری:1999WK1) هفتاد هزار و نهصد و سی و ششمین سیارک کشف شده‌است که در ۲۸ نوامبر ۱۹۹۹ کشف شد.